# L'amore dei tre re

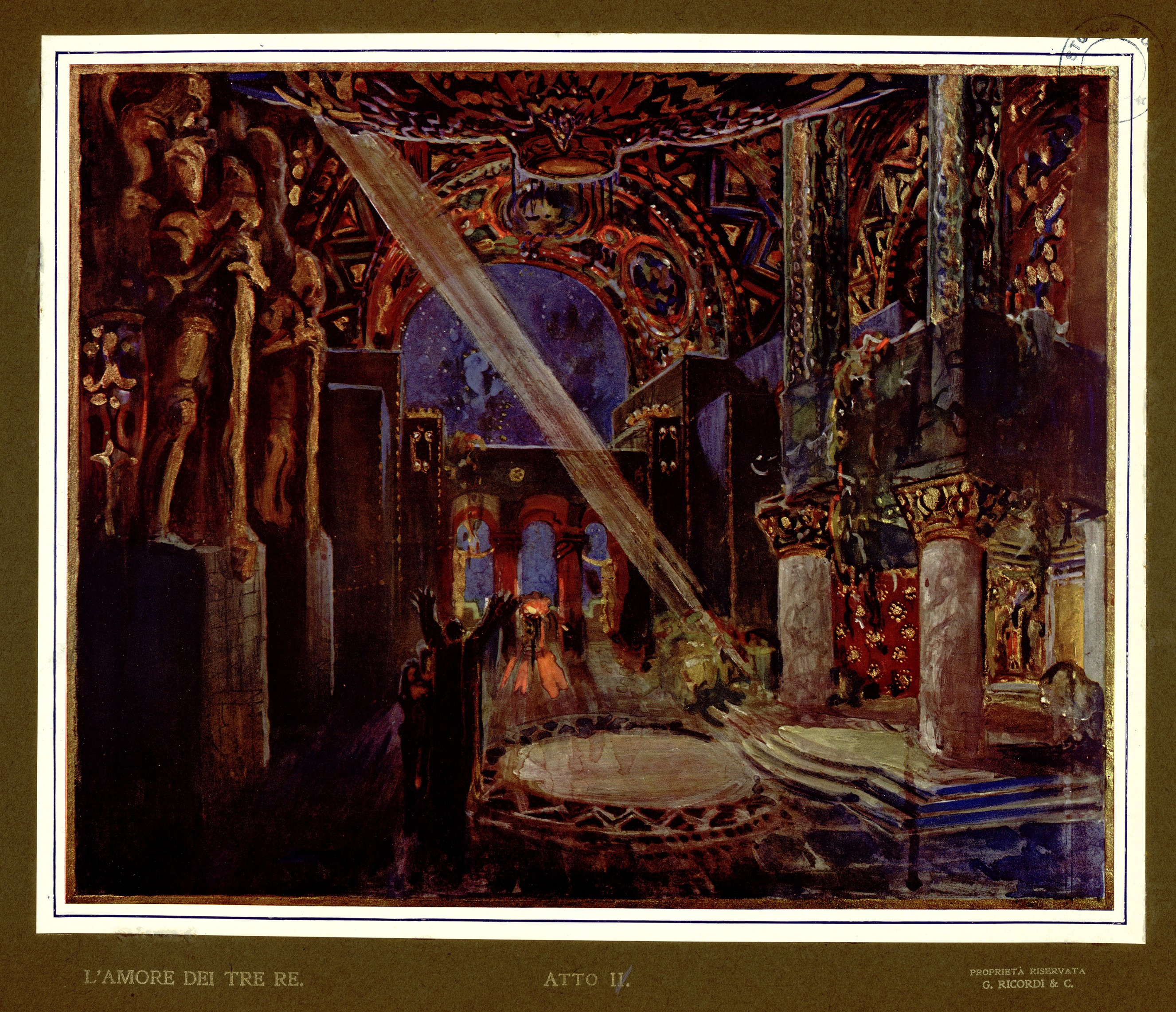
Scénographie de l'acte 1 de la première de 1913.

L'amore dei tre re (« L'amour des trois rois ») est un poème tragique en trois actes d'Italo Montemezzi, livret de Sem Benelli, créé à La Scala de Milan, le 10 avril 1913, puis présenté au Metropolitan Opera de New York, le 2 janvier 1914. 

## Personnages principaux
- Fiora - soprano
- Avito - ténor
- Manfredo - baryton
- Archilbaldo - basse

## L'histoire
L'action se passe dans un château isolé en Italie, au Xe siècle.
Fiora a été obligée, pour des raisons politiques, d'épouser Manfredo, fils du vieux roi aveugle Archilbaldo. Pendant que Manfredo guerroie au loin, Fiora reçoit son amant et ex-fiancé, Avito. Archilbaldo surprend l'infidélité de Fiora et l'étrangle, sans avoir obtenu d'elle le nom de son amant.
Le vieux roi dépose du poison sur la bouche de Fiora, espérant qu'Avito vienne baiser les lèvres de sa maitresse morte, ce qu'il fait et succombe. Mais Manfredo incapable de hair son épouse en fait de même. Archilbaldo découvre le cadavre, et horrifié reconnait son fils. 

## Discographie sélective
- Anna Moffo (Fiora), Placido Domingo (Avito), Pablo Elvira (Manfredo), Cesare Siepi (Archibaldo) - Orchestre symphonique de Londres, dir. Nello Santi (RCA, 1976)
- Grace Moore (Fiora), Ezio Pinza (Archibaldo), Charles Kullman (Avito), Richard Bonelli (Manfredo) - Metropolitan New York dir. Italo Montemezzi - Live 15 février 1941 (Archipel)